# Trichocyclus aranda
Trichocyclus aranda là một loài nhện trong họ Pholcidae. Loài này được phát hiện ở Tây Úc và Lãnh thổ Bắc Úc.